# اچ‌دی ۹۶۱۶۷

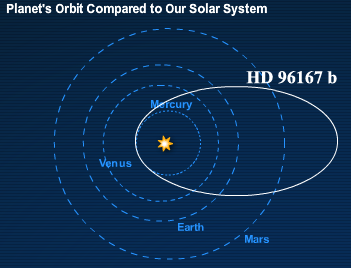
مدار آن در مقایسه با مدار مریخ

اچ‌دی ۹۶۱۶۷ یک ستاره است که در صورت فلکی پیاله قرار دارد.